# John Broome (philosophe)
John Broome (né en 1947) est un philosophe et économiste britannique. Il est professeur émérite de philosophie morale White à l'Université d'Oxford et Fellow émérite du Corpus Christi College d'Oxford.

## Biographie
Broome fait ses études à l'Université de Cambridge, à l'Université de Londres et au Massachusetts Institute of Technology, où il obtient un doctorat en économie. Avant d'arriver à Oxford, il est professeur de philosophie à l'Université de St Andrews et, avant cela, professeur d'économie et de philosophie à l'Université de Bristol. Il occupe des postes de professeur invité dans plusieurs universités. En 2007, Broome est élu membre étranger de l'Académie royale des sciences de Suède.
Son livre Weighing Goods (1991) explore la manière dont les biens « situés » dans chacune des trois « dimensions » — le temps, les personnes, les états de la nature — constituent la bonté globale. Broome soutient que ces dimensions sont liées par ce qu’il appelle le théorème d’addition interpersonnelle, qui soutient le principe utilitaire de distribution. Dans son livre Weighing Lives (2004), Broome rejette l’intuition présumée selon laquelle l’ajout de personnes à la population serait éthiquement neutre. Dans son recueil d’articles intitulé Ethics out of Economics (1999), il aborde des sujets tels que la valeur, l'égalité, l'équité et l'utilité.